# Церква Святого Архистратига Михаїла (Бучач)
Церква Святого Архистратига Михаїла — культова споруда колишнього села Нагірянка (нині в межах міста Бучач). Споруджена греко-католицькою громадою села. Сьогодні — діючий парафіяльний храм ПЦУ. Одна із архітектурних і релігійних пам'яток Тернопільської області.

## Історія
Біля опівночі 26 квітня 1904 на вулиці Колійовій виникла пожежа, поширенню якої сприяв сильний вітер. Внаслідок цього вогонь перекинулася на верхню частину Бучача та приміське село Нагірянку, де згоріли школа, будинок гміни та стара дерев'яна церква.
Теперішній храм споруджений на пожертви української греко-католицької громади мешканців Нагірянки в 1910 році на місці дерев'яного, який згорів перед цим. Дерев'яний храм існував у 1664 р., був парафіяльним. У 1784 р., після смерті о. Івана Борисикевича, був прилучений до парафії церкви Святої Покрови.
На захід від храму був сад, город, будинок-помешкання священика.
Споруда — кам'яна, невелика за розміром, тепер повністю оточена Нагірянським цвинтарем.

## Парохи
- о. Денис Нестайко
- о. Ярослав Богатюк, також парох храму св. Миколая, наприкінці 1950-х років таємно повернувся до УГКЦ[4]
- о. Михайло Курилович

## Цвинтар
Поблизу храму поховані священики (зокрема, парохи Бучача о. Денис Нестайко, о. Ярослав Богатюк, о. Михайло Курилович, посол Галицького сейму о. Гавриїл Крижановський), парафіяни (зокрема, в родинному гробівці, Тадей Назарук — батько Осипа Назарука (Бучач)).
Нині настоятелем храму є о. Віктор Дручок.
У храмі (з лівому боку) є пам'ятна дошка з прізвищами-іменами людей, які віддали життя, беручи участь у Визвольних змаганнях 1918–1920 років у складі УГА та Армії УНР (зокрема, поручник Юліян Нестайко — син о. Дениса Нестайка).

## Сьогодення
Щонеділі в церкві служаться Святі Літургії. Багато років храм тішить своїх парафіян особливою святістю та атмосферою, що дихає відлунням давніх поколінь. Інтер'єр храму створює враження величі і благородства.
Храмове свято відзначається 21 листопада в день Собору Святого архістратига Михаїла.

## Світлини

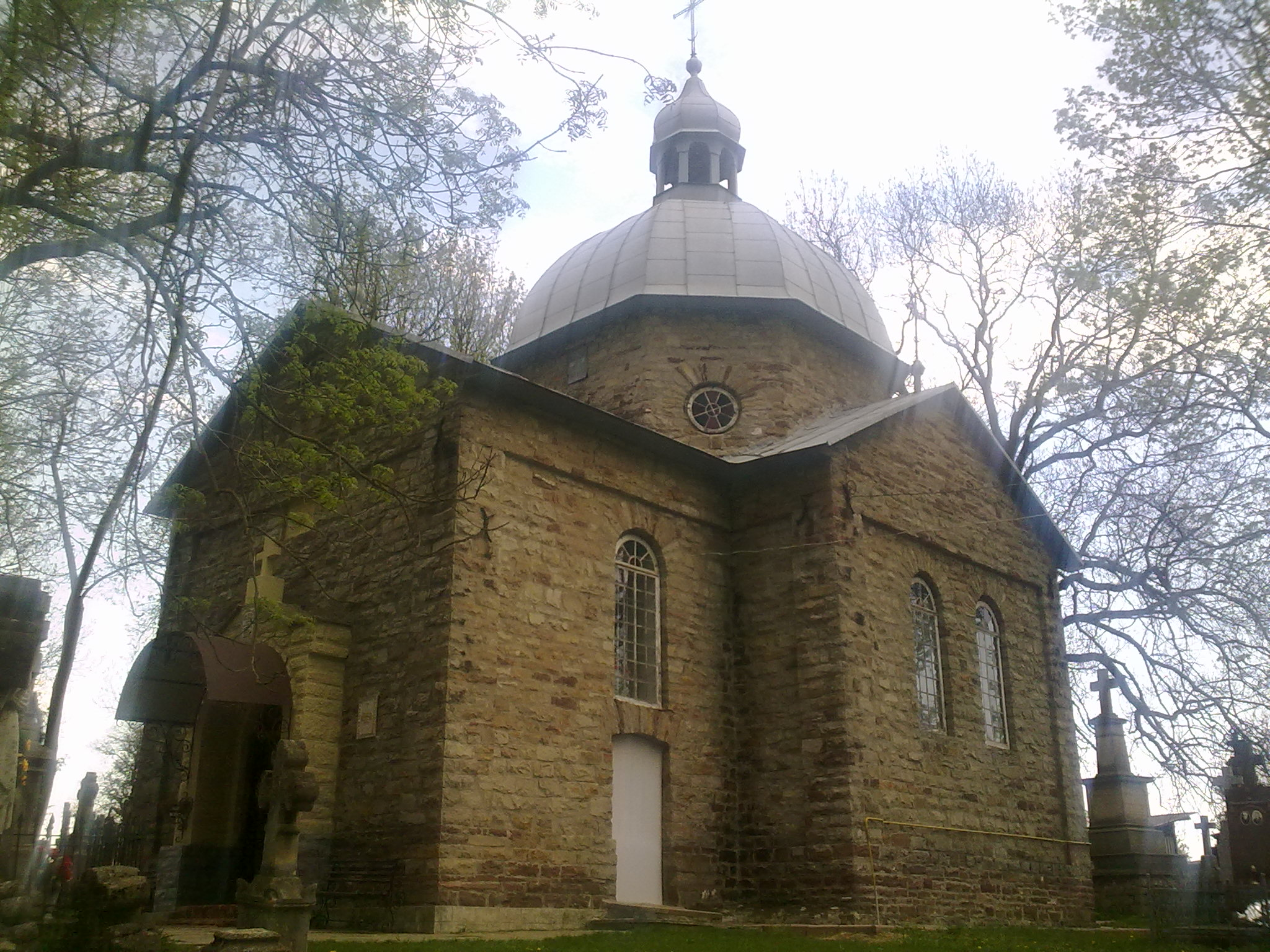
Вигляд храму
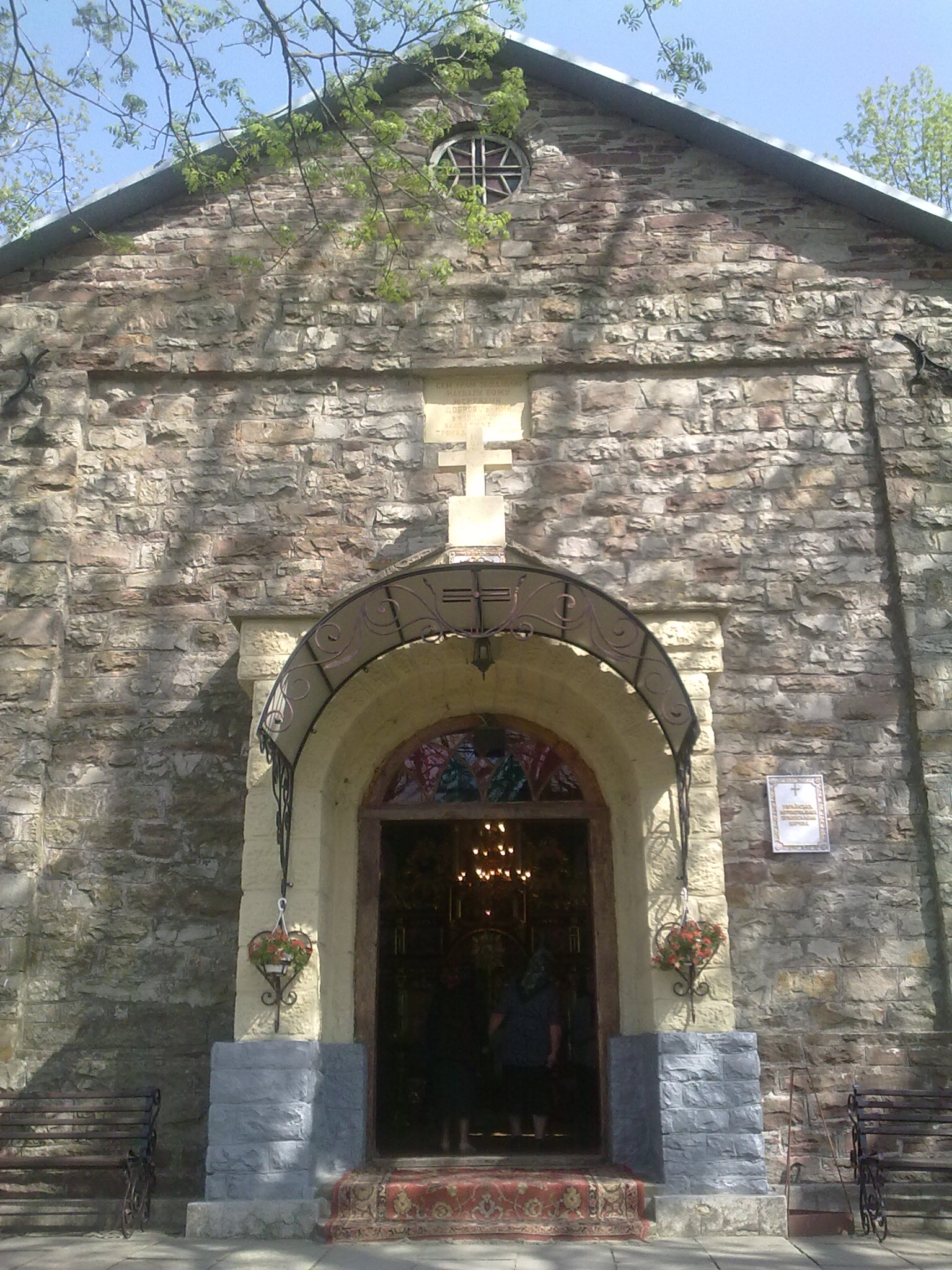
Вхід у храм
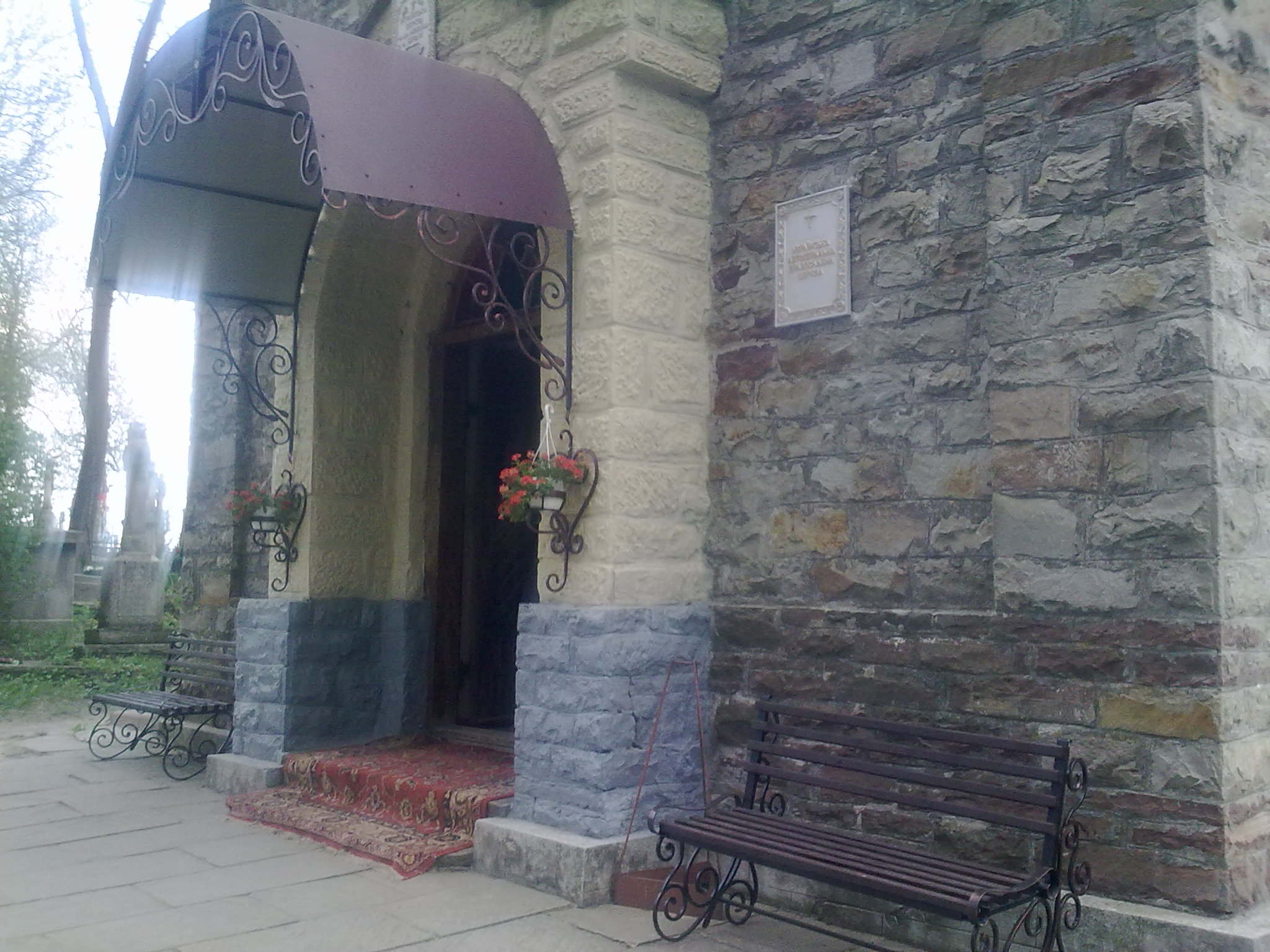
Вхід у храм
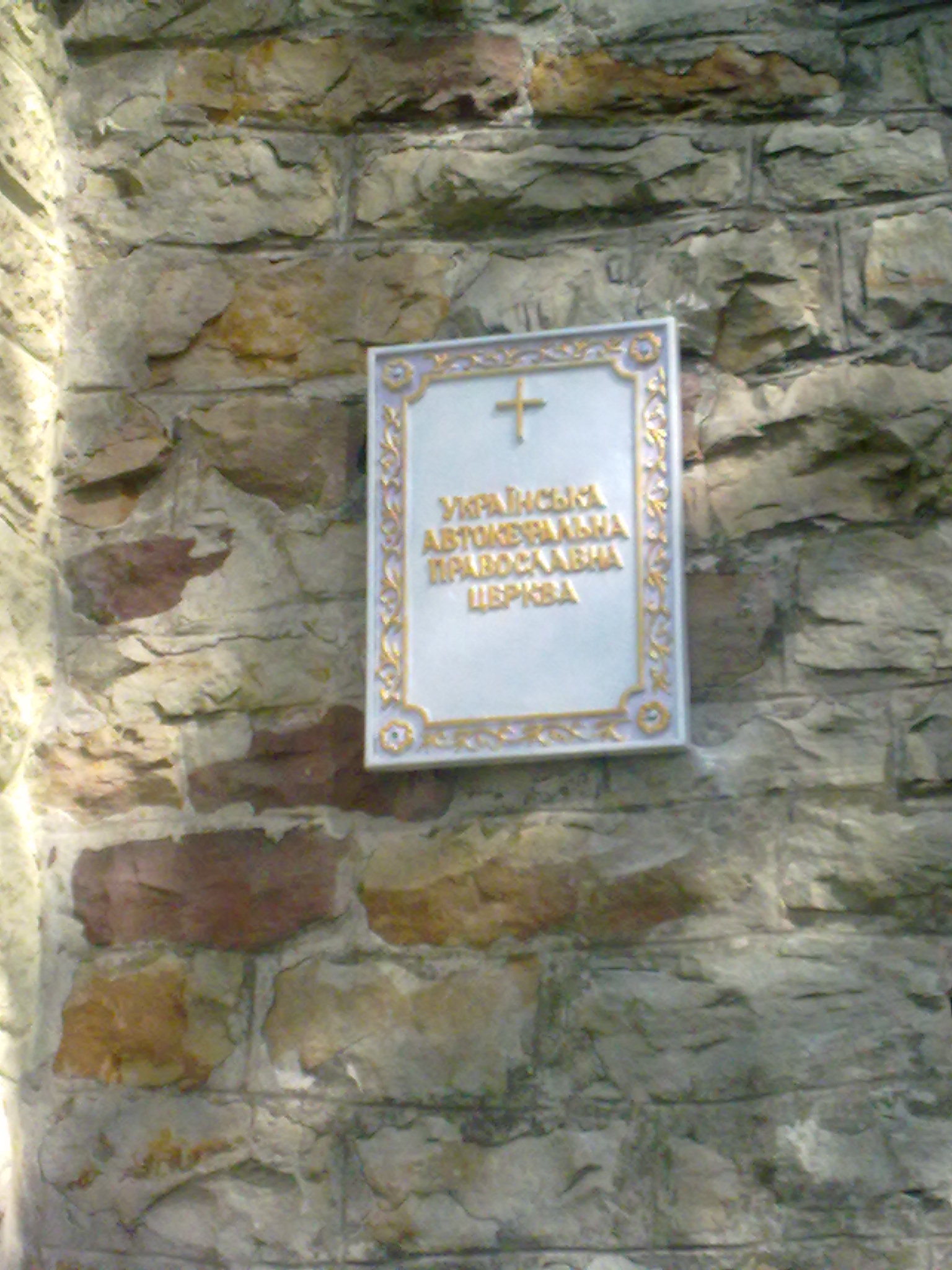
Таблиця при вході
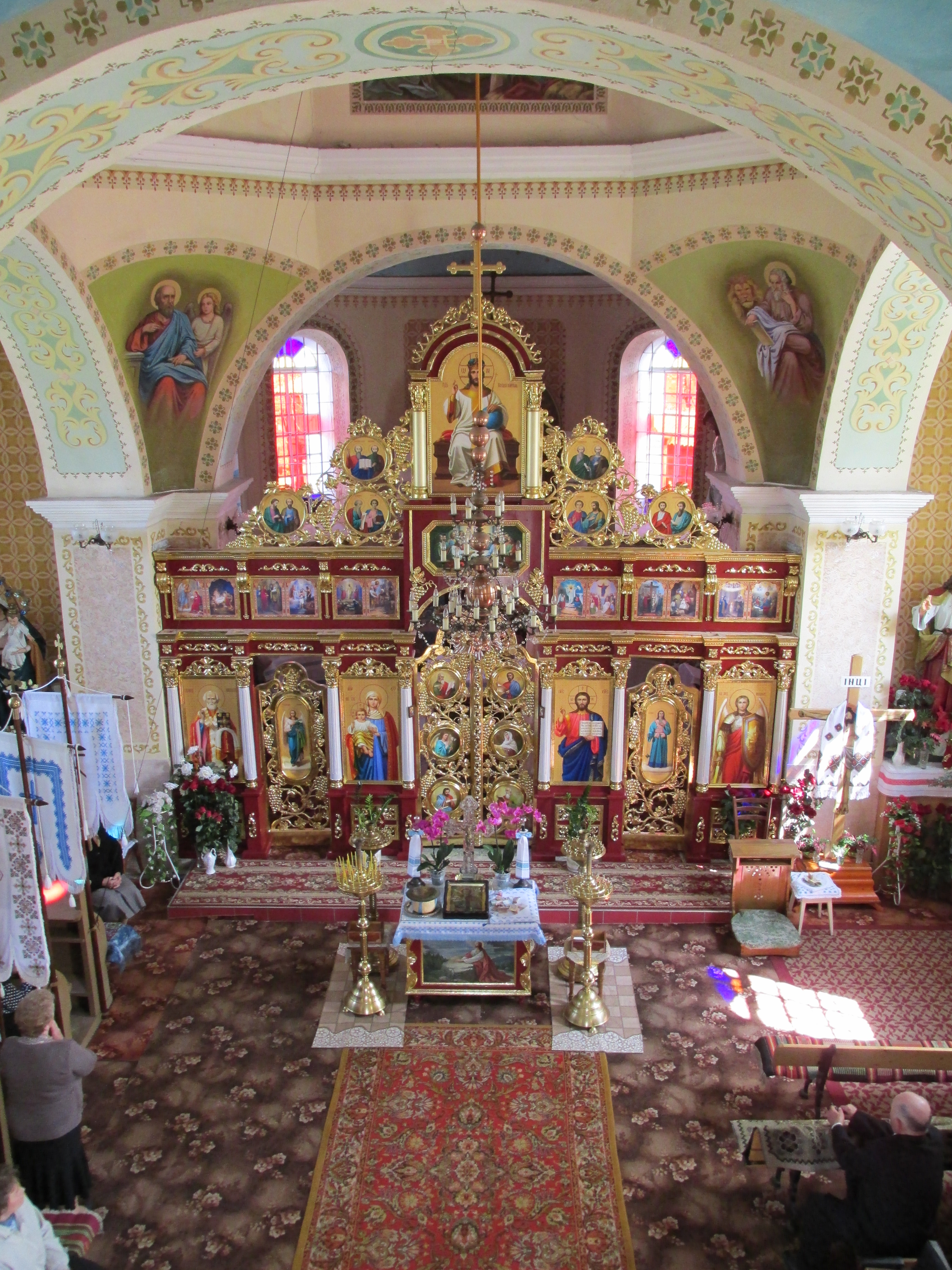
Іконостас
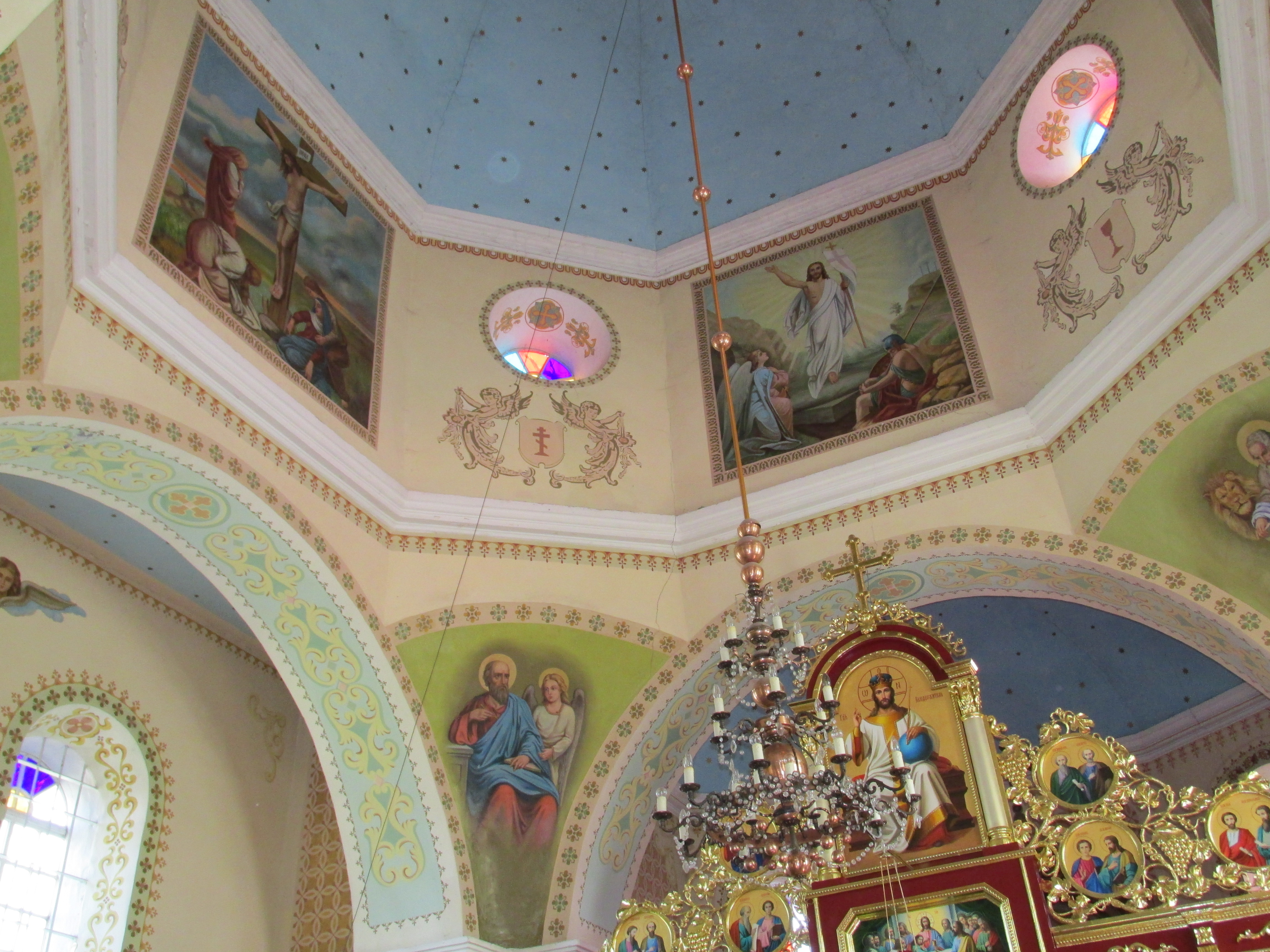
Інтер'єр
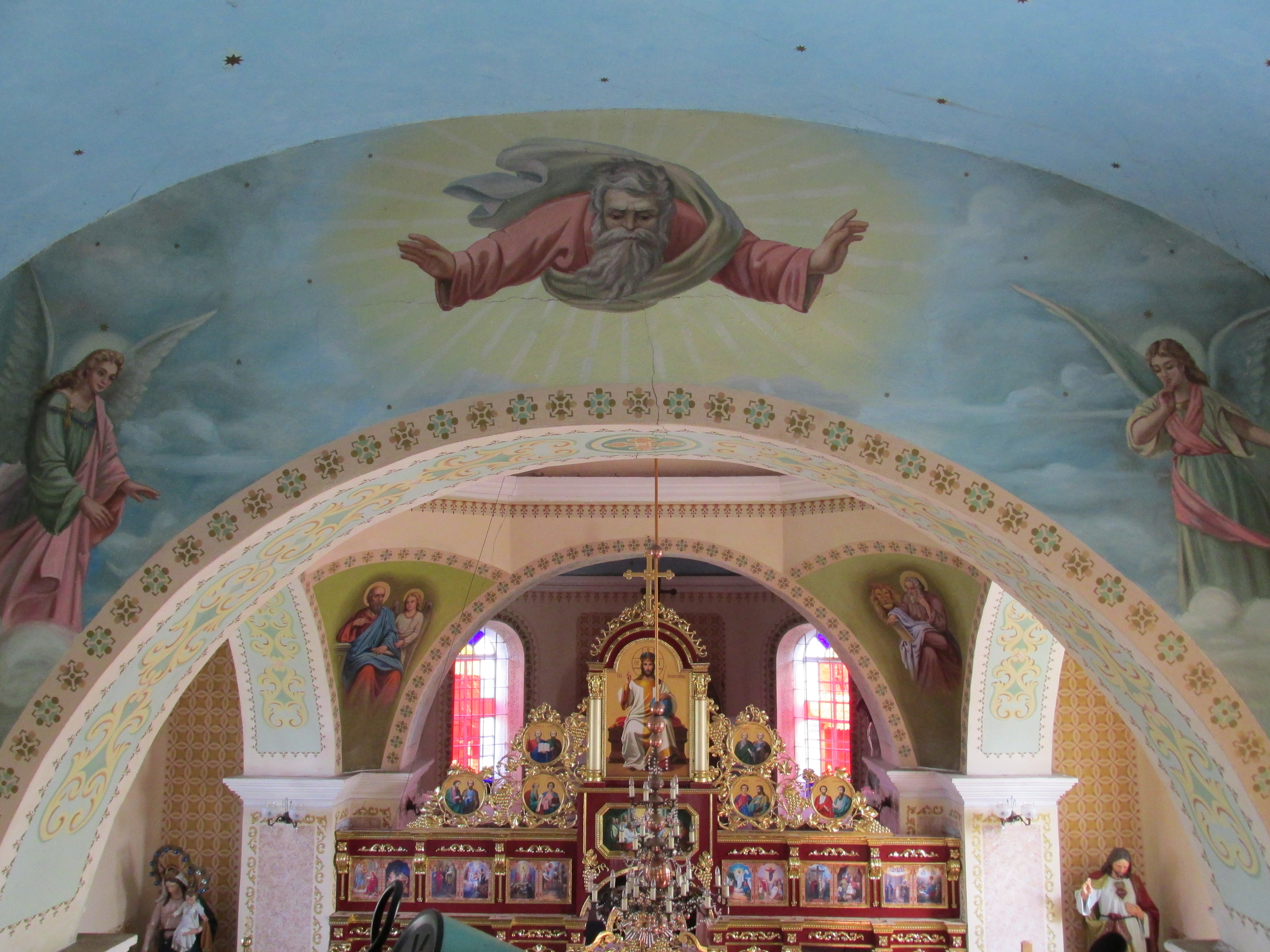
Портал
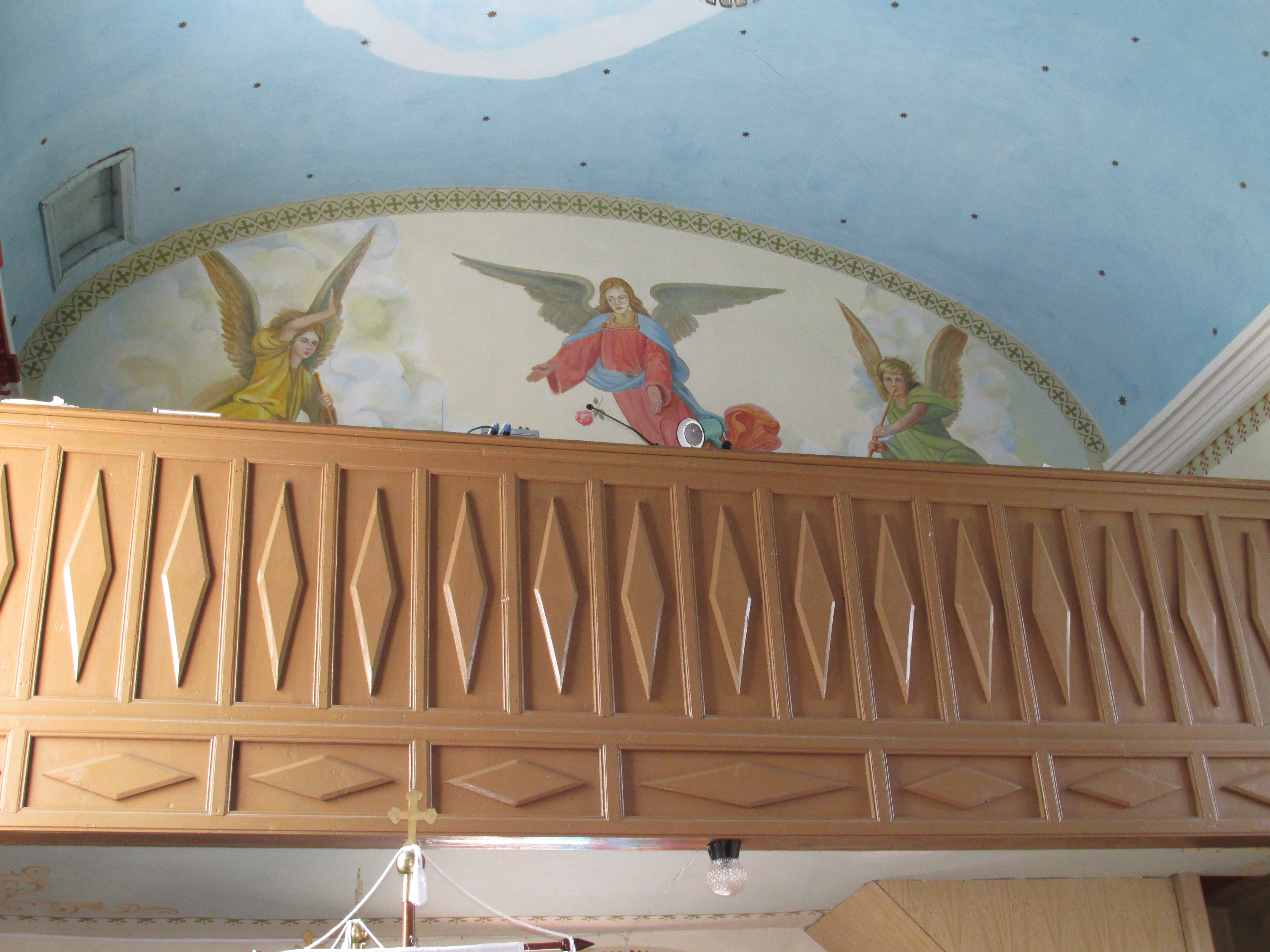
Балкон хору
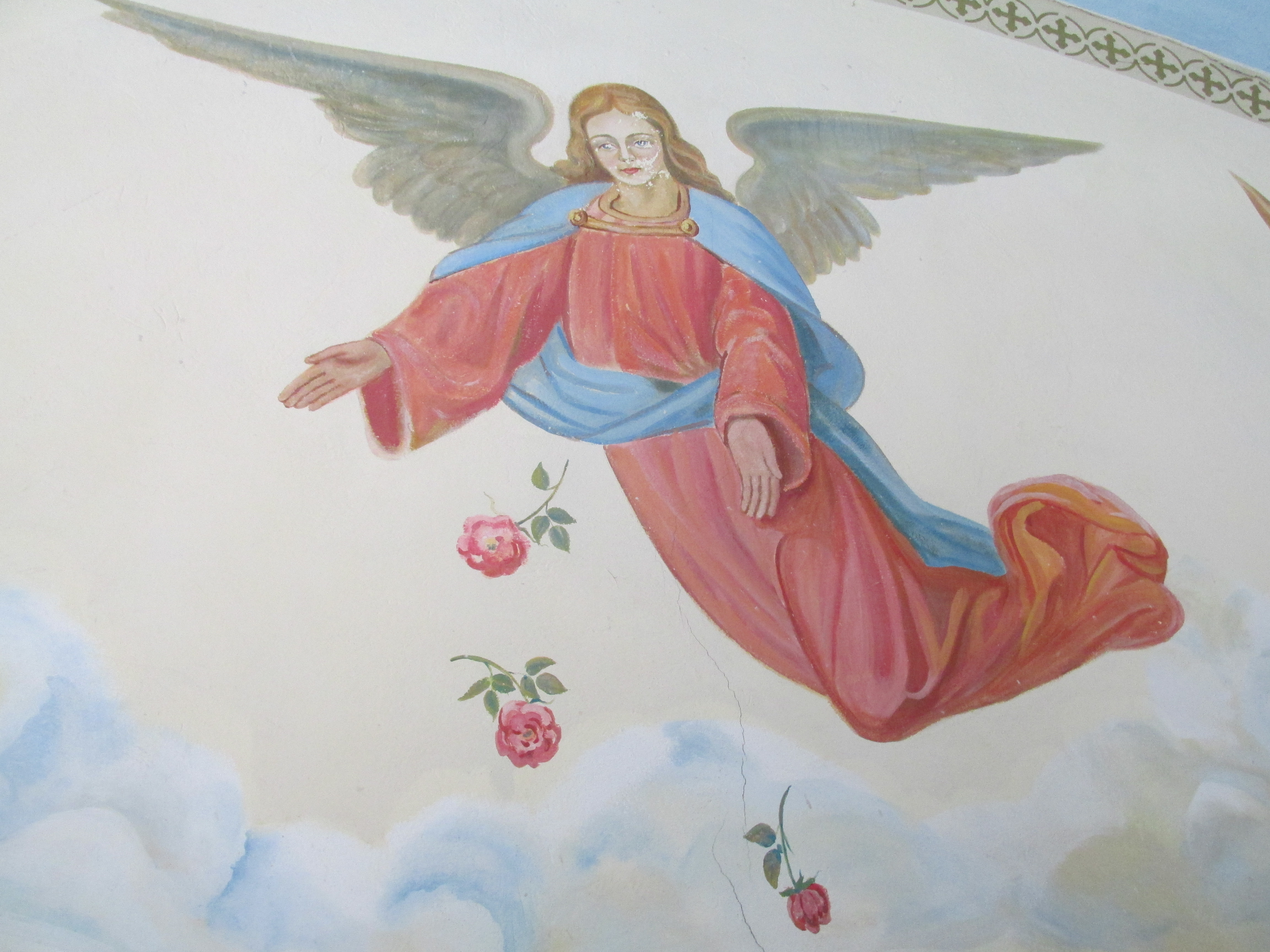
Один з настінних розписів
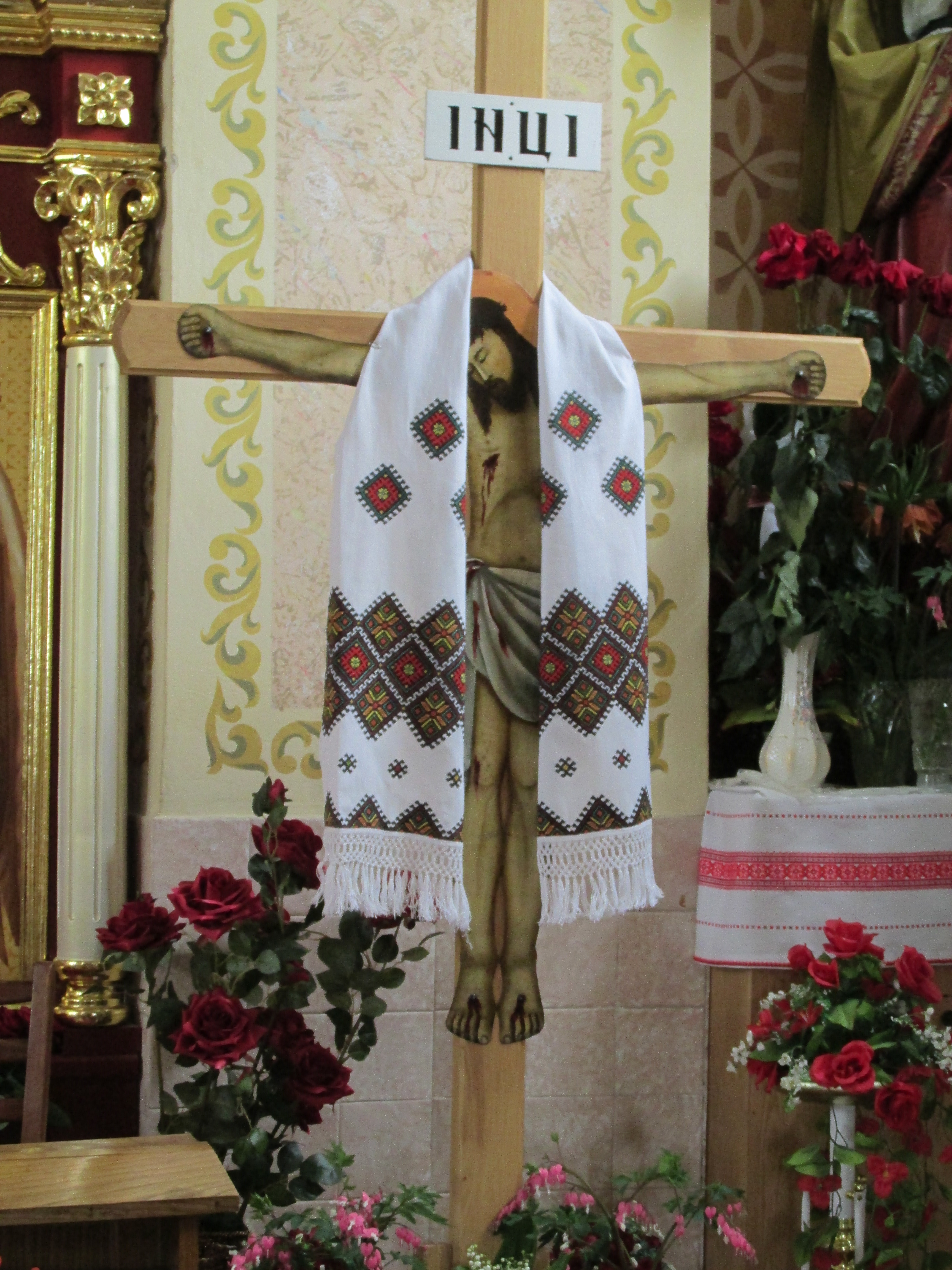
Розп'яття
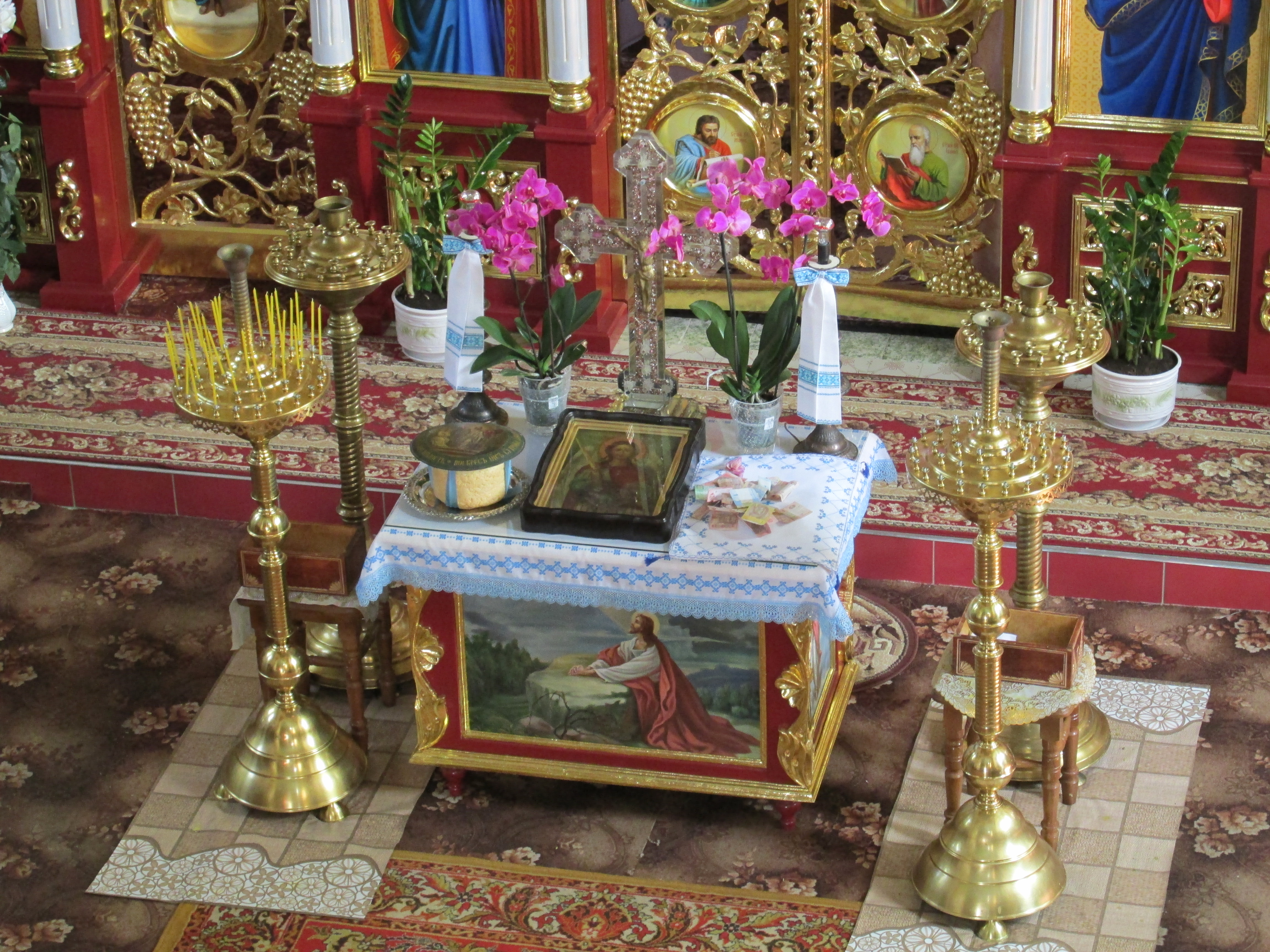
Тетрапод
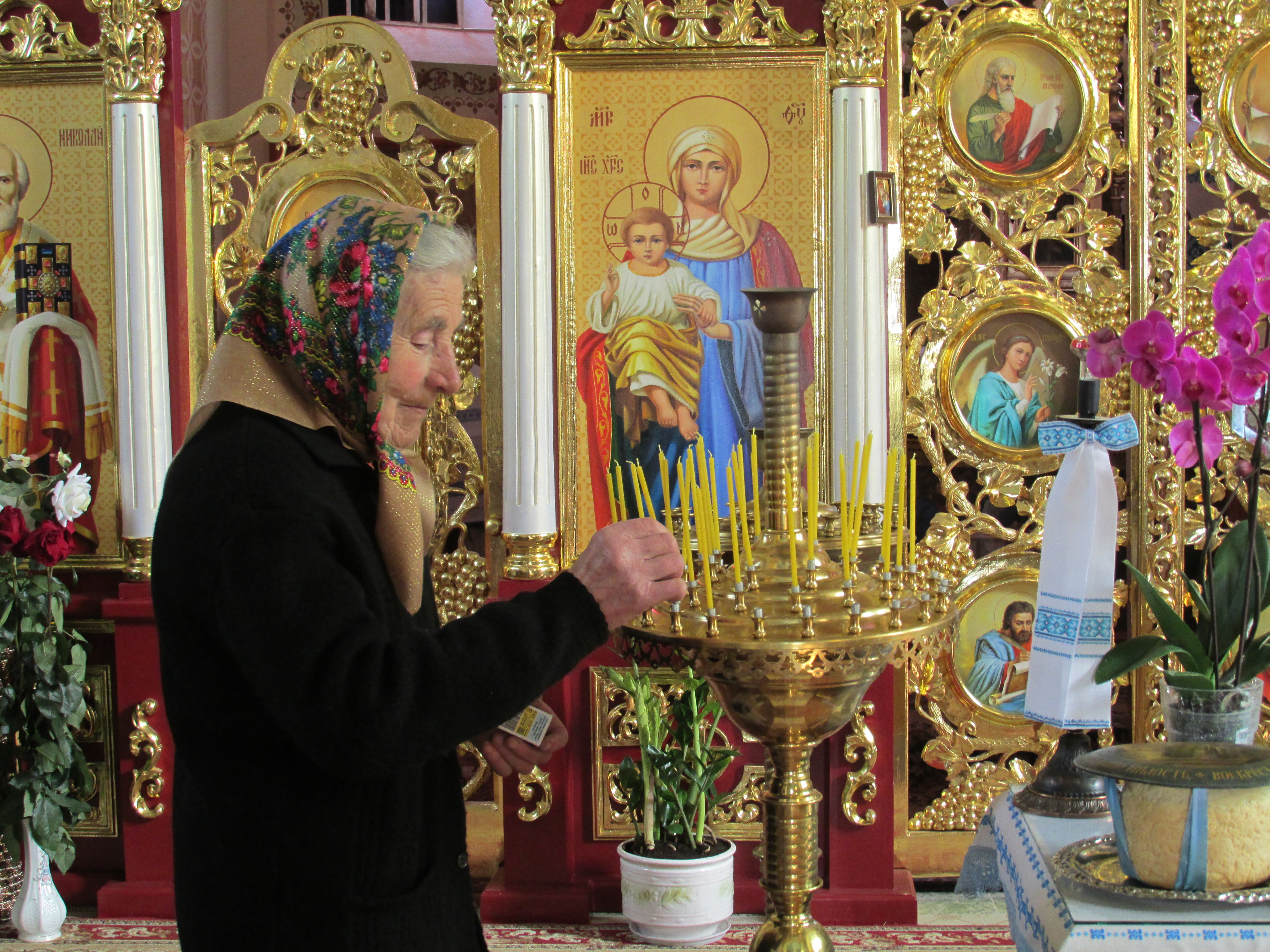
Сестриця запалює свічки